# Berliner Kindheit um neunzehnhundert
Berliner Kindheit um neunzehnhundert ist eine Sammlung autobiografischer Skizzen von Walter Benjamin (1892–1940). Sie entstand in mehreren Entwürfen im Lauf der 1930er Jahre; die erste Buchausgabe erschien posthum 1950.

## Inhalt und Stil
Benjamin schildert kurze Szenen aus seiner Kindheit, die er in bürgerlichen Verhältnissen im Berliner Westen verbrachte. Die einzelnen Texte verbinden sich nicht zu einer zusammenhängenden Erzählung, sondern geben eher einzelne Bilder und Erinnerungs-Bruchstücke wieder, etwa das Schlittschuhlaufen auf einem zugefrorenen Teich oder den Nähkasten seiner Mutter. Dabei versucht der Erzähler, sich in die noch unwissende, staunende Haltung des Kindes zurückzuversetzen und dessen Weltsicht in kunstvollen sprachlichen Bildern und Vergleichen wiederzugeben. Das Werk wurde zwischen 1932 und 1938 geschrieben. Der Text besteht aus dreißig Fragmenten, die Merkmale von aufweisen Autobiografie, Prosadichtung, und Sozialkritische historische Studie. Benjamin erinnert sich an verschiedene Orte, Gegenstände und Ereignisse in Berlin und schuf in seinen Worten "Bilder, die die Wahrnehmung der Großstadt als Kind aus einer bürgerlichen Familie widerspiegeln." Das Buch ist eine künstlerische Aufzeichnung der historischen und gesellschaftlichen Umwälzungen der ersten Hälfte des zwanzigsten Jahrhunderts: der Ersten Weltkrieg, der Zusammenbruch der Weimarer Republik, die Zerstörung der alten bürgerlichen Welt mit dem Aufstieg von Nationalsozialismus. Die Darstellung der kulturellen Topographie der Stadt um die Jahrhundertwende verbindet sich mit einer poetischen Darstellung der Theorie der Erinnerung und Reflexionen zur individuellen und kollektiven Geschichte in Moderne. 

## Editionsgeschichte
Zwischen 1933 und 1938 stellte Benjamin die Texte mehrfach neu zusammen, überarbeitete sie und bot sie verschiedenen Verlagen an, die aber ablehnten. Einzelne Texte wurden in Zeitungen, teilweise unter Pseudonym, veröffentlicht. Theodor Adorno gab 1950 die erste Buchausgabe heraus, wofür er auch ein Nachwort verfasste. Ihm lag jedoch keine der insgesamt drei von Benjamin autorisierten Fassungen vor, sodass er das Werk aus Manuskripten, Typoskripten und Teildrucken in Zeitungen neu zusammenstellen und die Reihenfolge der Texte selbst festlegen musste. 1972 gab Tillman Rexroth im Rahmen der Gesammelten Schriften Benjamins eine revidierte und um inzwischen aufgefundene Texte erweiterte Fassung heraus. Eine auf Benjamin selbst zurückgehende Zusammenstellung konnte erst publiziert werden, nachdem 1981 ein Typoskript von dessen letzter Fassung von 1938 in der Pariser Nationalbibliothek aufgefunden wurde. Benjamin ließ es 1940 vor seiner Flucht aus der Stadt von Georges Bataille dort verstecken; es galt als verschollen. Dieses 30 Texte umfassende Typoskript bildet die Grundlage für die seit 1987 vom Suhrkamp Verlag herausgegebene Fassung letzter Hand, der auch die zwölf verworfenen Texte beigefügt sind.

## Ausgaben
- Walter Benjamin: Berliner Kindheit um neunzehnhundert. Sonderausgabe mit einem Nachwort von Theodor W. Adorno, Suhrkamp, Berlin 2010. ISBN 978-3-518-46197-6
- Walter Benjamin: Berliner Chronik / Berliner Kindheit um neunzehnhundert. Kritische Gesamtausgabe, Band 11. Zwei Teilbände, Suhrkamp, Berlin 2019, ISBN 978-3-518-58728-7.